# Peter Rohrsen
Peter Rohrsen (* 1942 in Epe, heute Stadtteil von Gronau) ist ein deutscher Kulturwissenschaftler und Teeexperte.

## Leben
Rohrsen wuchs in Hannover auf und studierte nach der Schulzeit Kulturwissenschaften an der Georg-August-Universität Göttingen. Weitere Studienaufenthalte waren an der University of St Andrews und an der Ludwig-Maximilians-Universität München. 1977 promovierte Rohrsen mit einer literaturwissenschaftlichen Arbeit zu Shakespeares Werken.
Rohrsen arbeitete in der Lehre und auch selbstständig als Unternehmer für Studienreisen. Unter anderem gründete er Rohrsens Accentour GmbH, die 2011 liquidiert wurde.
Für die Carl-Duisberg-Gesellschaft leitete er sieben Jahre die Abteilung Asien und wechselte dann zum Köln-Marketing. Seit 2009 ist er durch die IHK Bonn/Rhein-Sieg anerkannter Tee-Sommelier.

## Werke
- Ein antikolonialistischer „Sturm“. zu Aimé Césaires „Bearbeitung von Shakespeares ‚Sturm‘ für ein Negertheater“, Heidelberg : Quelle & Meyer, 1972
- Die Preisrede auf die Geliebte in Shakespeares Komödien und Romanzen, Heidelberg : Quelle & Meyer, 1977 (zugl. Diss. Universität Göttingen)
- (mit Gabriele Fischer und Manfred Kanzler) Verkaufshandbuch Köln, Köln : Messe Treff 2001
- Der Tee. Anbau, Sorten, Geschichte, München : Beck, 2013
- Das Buch zum Tee. Sorten – Kulturen – Handel, München : C.H. Beck, [2022]